# Segregação racial no Canadá
Até 1965, a segregação racial em escolas, lojas e na maioria dos aspectos da vida pública existia legalmente em Ontário, Quebec e Nova Escócia, e informalmente em outras províncias, como Colúmbia Britânica. Diferentemente dos Estados Unidos, a segregação racial no Canadá aplicava-se a todos os não-brancos e era historicamente imposta por meio de leis, decisões judiciais e normas sociais, associadas a um sistema de imigração fechado que impedia, na prática, a entrada de não-brancos até 1962. A Seção 38 da Lei de Imigração de 1910 permitia ao governo proibir a entrada de imigrantes “pertencentes a qualquer raça considerada inadequada para o clima ou para as condições do Canadá, ou de imigrantes de qualquer classe, ocupação ou caráter especificados.”

## Segregação médica
Povos indígenas do Canadá eram tratados em hospitais racialmente segregados, conhecidos como hospital indígenas, ou em alas segregadas de hospitais convencionais. Experimentações médicas também ocorreram nesses hospitais, frequentemente sem consentimento, como a testagem da vacina BCG em recém-nascidos. Esses hospitais eram subfinanciados, superlotados e prestavam um atendimento de qualidade inferior aos pacientes. Hospitais que atendiam exclusivamente pacientes brancos frequentemente estavam situados nas proximidades.
As transfusão de sangues eram segregadas com base na raça do doador até a década de 1960, tanto nos Estados Unidos quanto no Canadá. O sangue de indivíduos negros era considerado inferior e inseguro para uso em receptores brancos. Charles R. Drew se posicionava contra essa prática devido à falta de evidência científica.

## Política de imigração

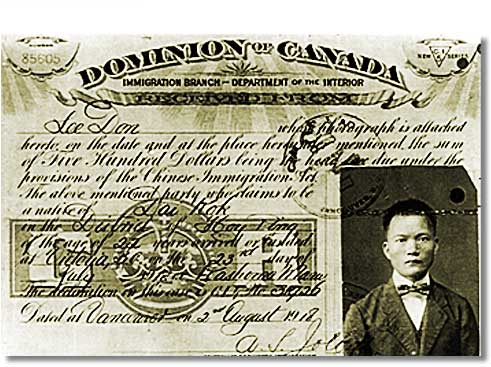
Recibo do imposto de cabeça. O imposto de cabeça foi introduzido em 1885 como meio de controlar a imigração chinesa.

Em resposta ao sentimento anti-imigração na Colúmbia Britânica, o governo canadense de John A. Macdonald introduziu a Lei de Imigração Chinesa, que recebeu a aprovação real e foi promulgada em 1885. De acordo com suas regulamentações, a lei estipulava que todos os chineses que chegassem ao Canadá deveriam, primeiramente, pagar uma taxa de 50 CAD, posteriormente referido como um imposto de cabeça. Isso foi alterado em 1887, em 1892, e em 1900, com a taxa aumentando para 100 CAD em 1901 e, posteriormente, para o máximo de 500 CAD em 1903, representando o salário de dois anos de um trabalhador imigrante na época.
Contudo, nem todos os chineses que chegavam precisavam pagar o imposto de cabeça; aqueles presumidos a retornar à China, em razão da natureza aparente e transitória de sua ocupação ou origem, eram isentos da penalidade. Isso incluía indivíduos que se identificavam como estudantes, professores, missionários, comerciantes ou membros do corpo diplomático.
O Governo do Canadá arrecadou cerca de 23 milhões de dólares (408,5 milhões de dólares canadenses em 2025) em valor nominal de aproximadamente 81.000 contribuintes do imposto de cabeça. O imposto de cabeça desencorajou a vinda de mulheres e crianças chinesas para se juntarem aos homens, mas não conseguiu atingir seu objetivo, expresso por políticos e líderes trabalhistas da época, de excluir completamente a imigração chinesa. Tal exclusão foi efetivada pela mesma lei que aboliu o imposto de cabeça: a Lei de Imigração Chinesa de 1923, que interrompeu totalmente a imigração chinesa, embora com certas isenções para empresários e outros. Por vezes, ela é referida por seus críticos como a Lei de Exclusão Chinesa, termo também empregado para descrever seu equivalente americano.
Amber Valley foi lar de um dos maiores assentamentos negros do Canadá. A maioria dos colonos havia emigrado de Oklahoma, Texas e de outros estados do sul dos Estados Unidos, na busca de escapar da violência racial que enfrentavam naquele país. Outras comunidades negras em Alberta incluíam Wildwood e Campsie. Terras foram disponibilizadas aos colonos por meio da Dominion Lands Act, com o objetivo de evitar que as pradarias canadenses fossem reivindicadas como território dos Estados Unidos. Posteriormente, colonos negros foram praticamente banidos em decorrência de medidas adotadas pelo governo do primeiro-ministro Wilfrid Laurier.

## Educação
Uma emenda à Lei das Escolas Comuns de 1850 permitiu a criação de escolas segregadas racialmente. Isso ocorreu porque a Lei das Escolas Comuns incluía a cláusula de escolas separadas, que permitia a segregação por religião e raça.
A segregação racial apresentava-se de maneira distinta, conforme o local no Canadá. Muitas dessas escolas estavam situadas no sudoeste de Ontário, região onde indivíduos e famílias negras se estabeleceram em busca de liberdade. Algumas escolas em Ontário possuíam edifícios escolares separados, enquanto outras eram frequentadas pelos mesmos alunos em horários diferentes. As escolas destinadas a estudantes negros eram marcadamente precárias e demonstravam pouco interesse quanto à qualidade do ensino. Pesquisadores apontam essa história como suprimida, pois contraria as narrativas que retratam Ontário e o Canadá como locais de justiça e igualdade.
Contudo, essa história inclui o legado da escravidão no Canadá, que perdurou por mais de 200 anos, além de atos de terror perpetrados por ontarianos brancos, como o incêndio dos celeiros de famílias negras. A última escola segregada racialmente em Ontário só foi fechada em 1965 e, na Nova Escócia, somente em 1983, o que significa que escolas segregadas racialmente existiram por mais de cem anos. Embora Ontário e Nova Escócia tenham sido as duas províncias a legislar especificamente sobre segregação racial, muitas outras adotaram práticas segregacionistas.
Universidades canadenses, especialmente as escolas de medicina, frequentemente rejeitavam inscrições com base na raça. Esse foi o caso da Universidade Dalhousie, da Universidade de Toronto, da Universidade McGill e da Universidade Queen's. Estudantes negros e judeus admitidos enfrentavam restrições que os estudantes brancos cristãos não sofriam. Apenas alguns hospitais aceitavam internos de medicina negros.

## Emprego
As práticas de segregação racial estendiam-se a diversas áreas do emprego no Canadá. Empresários brancos e até mesmo agências governamentais provinciais e federais frequentemente não contratavam pessoas negras, havendo normas explícitas que impediam sua inclusão. Quando o movimento trabalhista ganhou força no Canadá, por volta do final do século XIX, os trabalhadores passaram a se organizar em sindicatos para melhorar as condições de trabalho e a qualidade de vida. Entretanto, os trabalhadores negros eram sistematicamente excluídos desses sindicatos, sendo que a proteção oferecida destinava-se exclusivamente aos brancos.

## Segregação racial em províncias e territórios

### Alberta
Alberta apresentou um aumento na imigração de negros dos Estados Unidos no início dos anos 1900, em parte devido aos caçadores de peles negros em busca de emprego. Em Edmonton, o conselho municipal aprovou, em 1911, uma moção para interromper a imigração adicional de negros, alegando que tal imigração seria prejudicial à província e que os habitantes negros e brancos de Alberta não seriam capazes de coexistir. O Ku Klux Klan no Canadá também intensificou sua atividade local durante as décadas de 1920 e 1930. Na década de 1920, autoridades municipais em Calgary codificaram convênios restritivos para impedir que não-brancos adquirissem residências fora dos limites dos pátios ferroviários.
Lulu Anderson, uma mulher negra, teve sua entrada negada no Metropolitan Theatre, em Edmonton. Em novembro de 1922, Anderson ingressou com uma ação contra o teatro por se recusar a vender-lhe um ingresso para assistir a um filme, mas os tribunais provinciais decidiram a favor dos proprietários do estabelecimento.

### Colúmbia Britânica
Escrituras de propriedade contendo cláusulas de convênios restritivos foram empregadas para impedir a venda ou locação de imóveis para pessoas não-brancas. Por exemplo, uma cláusula em escrituras de bairros inteiros de Vancouver, datada de pelo menos 1928 e mantida até 1965, estipulava: “Que o cessionário ou seus herdeiros, administradores, executores, sucessores ou cessionários não venderão, não se comprometerão a vender, não alugarão, não arrendarão, nem permitirão ou possibilitarão a ocupação, dos referidos terrenos e instalações, ou de qualquer parte deles, por qualquer pessoa de raça chinesa, japonesa ou de outra raça asiática, ou a qualquer índio ou negro.”
Uma prática antiga de segregação nacional também foi imposta à pesca comercial do salmão na Colúmbia Britânica a partir de 1992, quando foram criadas pescarias comerciais separadas para determinados grupos indígenas em três bacias de rios da província. Cidadãos de outras nacionalidades que pescavam nessas pescarias separadas foram presos, encarcerados e processados. Embora os pescadores processados tenham obtido êxito em R v Kapp, essa decisão foi revertida em recurso.
A primeira onda de imigrantes chineses que veio para a Colúmbia Britânica buscava trabalho, e muitos optaram por se estabelecer definitivamente com suas famílias. Em 1922, foi decidido implementar a segregação total dos estudantes chineses, obrigando-os a frequentar uma das duas únicas escolas chinesas de Victoria. Esse sistema impedia que os estudantes chineses aprendessem o idioma inglês, que era o principal foco da educação na época.
Após a Segunda Guerra Mundial, estudantes japoneses passaram a ser segregados na Colúmbia Britânica. Em 1942, o governo negou assumir responsabilidade pela educação japonesa, negando, na prática, o direito à instrução para as crianças japonesas. Enquanto a Comissão de Valores Mobiliários da Colúmbia Britânica (BCSC) relutava em se envolver nesse assunto, argumentava-se que, como cidadãos canadenses, os estudantes japoneses tinham direito a uma educação adequada.
Um painel da CBC em Vancouver, em 2012, discutiu o crescente receio de que a proliferação de enclaves étnicos representasse uma forma de auto-segregação.

### Ontário
Em Sarnia, uma escritura de 1946 para uma comunidade às margens do Lago Huron, composta por aproximadamente 100 lotes de chalés, especificava que a propriedade poderia ser de posse apenas de brancos de determinada origem racial. Essas cláusulas foram todas confirmadas por decisões judiciais até a entrada em vigor da constituição canadense.
Em 1944, Ontário promulgou a Lei de Discriminação Racial, que proibia a publicação ou exibição – em terrenos, imóveis, jornais ou emissoras – de qualquer aviso, sinal, símbolo, emblema ou outra representação que indicasse discriminação racial.

### Nova Escócia
Em 1946, Viola Desmond, uma mulher negra, recusou-se a deixar a seção segregada – destinada exclusivamente a brancos – do Roseland Theatre, em New Glasgow, Nova Escócia. Viola Desmond foi presa, detida durante a noite e condenada sem assistência jurídica por uma obscura infração fiscal. Apesar dos esforços da comunidade negra da Nova Escócia para auxiliá-la em seu recurso, Viola Desmond não conseguiu reverter as acusações e jamais foi indultada em vida.

### Quebec
Antes de se tornar uma província, Quebec era conhecida como Nova França, uma colônia francesa. Durante esse período, a escravidão existia sob Le Code Noir. Esse legado influenciou políticas posteriores, nas quais os negros eram vistos como inferiores aos brancos. No sistema educacional, crianças negras eram canalizadas para carreiras distintas, contribuindo para a formação de uma força de trabalho segregada. Na década de 1950, mulheres negras só eram autorizadas a se estabelecer em Quebec se atuassem como empregadas domésticas.
Em 1936, Fred Christie e outro conhecido negro, Emile King, tiveram o atendimento negado no York Tavern in the Forum, em Montreal, após assistirem a uma luta de boxe. Christie processou por US$200 e obteve vitória na corte provincial, sendo-lhe concedidos US$25, além da condenação dos proprietários do estabelecimento ao pagamento de suas custas judiciais. Os donos recorreram, tendo sucesso no recurso. Christie levou seu caso até a Suprema Corte do Canadá, em 1939, a qual rejeitou a demanda, argumentando que empresas privadas poderiam discriminar com base na raça conforme desejassem. Poucas taverna em Saskatchewan, Ontário e Colúmbia Britânica admitiam visitantes negros, e as que o faziam dispunham de mesas ou salas laterais destinadas a pessoas não-brancas.

### Saskatchewan
Em 1901, Yee Clun, um emigrante chinês para Regina, abriu um restaurante e tornou-se um membro influente da comunidade local, chegando a presidir a filial do Partido Nacional Chinês. Clun enfrentou dificuldades para contratar funcionários, pois a Lei de Exclusão Chinesa de 1923 havia entrado em vigor. Diante disso, ele protocolou um pedido junto ao conselho municipal para que lhe fosse autorizada a contratação de mulheres brancas, visto que proprietários chineses de negócios não tinham essa permissão. Seu pedido obteve aprovação preliminar, mas acabou sendo postergado. A maioria dos membros da União Cristã de Temperança Feminina local protestou, temendo que isso incentivasse mais mulheres brancas a contrair matrimônio com homens chineses. O Conselho Local de Mulheres de Regina também instou os vereadores a rejeitar o pedido, resultando na decisão de que nenhum alvará para a contratação de funcionárias poderia ser concedido a homens chineses.